# NGC 1600
NGC 1600 je galaksija u zviježđu Eridanu.

## Vanjske poveznice
- SEDS: NGC 1600